# Speoseya grahami
Speoseya grahami är en mångfotingart som beskrevs av Ottis Robert Causey 1963. Speoseya grahami ingår i släktet Speoseya och familjen Caseyidae. Inga underarter finns listade i Catalogue of Life.